# Liczba Knudsena
Liczba Knudsena – jedna z bezwymiarowych liczb podobieństwa stosowanych w mechanice płynów. Jej wartość służy jako podstawowe kryterium stosowalności równań mechaniki płynów. Liczba ta nazwana jest na cześć duńskiego fizyka Martina Knudsena (1871–1949).

## Definicja

### Charakterystyczna długość L
W większości zjawisk transportu płynu można określić tzw. długość charakterystyczną {\displaystyle L} określającą (minimalną) skalę długości, na jakiej obserwuje się znaczące różnice w parametrach makroskopowych przepływu. Wielkość ta ma charakter umowny i zależy od konkretnego zjawiska – dla opływu jako {\displaystyle L} można przyjąć średnicę (lub promień) opływanego obiektu; dla przepływu przez kanał jako {\displaystyle L} można przyjąć jego średnicę (w największym przewężeniu). Należy podkreślić, że różni autorzy mogą stosować nieco inne definicje {\displaystyle L,} szczególnie dla przepływów w skomplikowanych geometriach (np. w substancjach porowatych), dlatego wielkość ta nie ma jednoznacznie określonej wartości.

### Definicja liczby Knudsena
Po ustaleniu wartości długości charakterystycznej {\displaystyle L,}
liczbę Knudsena (oznaczaną literami {\displaystyle Kn}) definiuje się jako iloraz
{\displaystyle Kn={\frac {\lambda }{L}},}
gdzie:
{\displaystyle \lambda } – średnia droga swobodna cząsteczek [m],
{\displaystyle L} – długość charakterystyczna [m].

### Liczba Knudsena dla gazu idealnego
W przypadku gazu doskonałego wzór powyższy prowadzi do:
{\displaystyle Kn={\frac {k_{B}T}{{\sqrt {2}}\pi \sigma ^{2}PL}},}
gdzie:
{\displaystyle k_{B}} – stała Boltzmanna (1,38·10−23 [J/K]),
{\displaystyle T} – temperatura [K],
{\displaystyle \sigma } – średnica czynna cząsteczek gazu [m],
{\displaystyle P} – ciśnienie [Pa].

## Zastosowania
W kinetycznej teorii gazów liczba Knudsena służy jako parametr rozwinięcia perturbacyjnego Chapmana-Enskoga, które po odrzuceniu składników wyższego rzędu prowadzi do równań Naviera-Stokesa. Oznacza to, że warunkiem na to, by płyn można było traktować jako ośrodek ciągły, jest dostatecznie mała wartość liczby Knudsena. W praktyce jako wartość graniczną przyjmuje się {\displaystyle Kn\approx 0,01} – jeżeli {\displaystyle Kn} nie przekracza tej wielkości, to płyn można traktować jako ośrodek ciągły opisywany równaniami Naviera-Stokesa. W przeciwnym wypadku do opisu transportu należy zastosować metody fizyki statystycznej.
Ponieważ średnia droga swobodna cząsteczek powietrza w warunkach normalnych wynosi 6,21·10−8 m, w większości przypadków praktycznych liczba Knudsena jest bardzo mała, w związku z czym przepływ można opisywać równaniami mechaniki płynów. Wyjątek stanowią zjawiska transportu w silnie rozrzedzonych gazach (np. w egzosferze), w ośrodkach mikroporowatych (przepływ Knudsena) i zjawiska zachodzące w normalnych przepływach w bardzo cienkiej warstwie przypowierzchniowej.